# Agostinho de Jesus
Frei Agostinho de Jesus (Rio de Janeiro, c. 1600/1610 — Rio de Janeiro, 11 de agosto de 1661) foi um sacerdote católico e frei beneditino brasileiro, reconhecido como um dos primeiros escultores e um dos primeiros grandes artistas da tradição europeia ativos no Brasil. Sua produção foi toda no campo da imaginária de culto e realizada em terracota, e influenciou gerações de santeiros eruditos e populares espalhados por São Paulo, Minas Gerais, Mato Grosso e Goiás.

## Biografia
Nascido no Rio de Janeiro no início do século XVII, voltou-se desde cedo para a vida religiosa. Iniciou seus estudos no mosteiro beneditino de Salvador da Bahia. Ali conheceu trabalhos do escultor português Frei Agostinho da Piedade, outro nome referencial dos primórdios da introdução no Brasil da arte da escola europeia. Embora não haja prova documental, geralmente é aceito que Agostinho da Piedade foi seu mestre.
Quando chegou o momento de ser ordenado sacerdote, em 19 de junho de 1628 foi notificado de que, como a sede episcopal estava vacante, seria obrigado a dirigir-se a Portugal para receber a ordenação. A viagem teria um impacto na sua formação artística também. Segundo o historiador Clemente Maria da Silva-Nigra, "esta viagem a Portugal, soube proporcionar a graça e o caráter sacerdotais ao monge brasileiro, ofereceu-lhe o melhor ensejo para desenvolver seu gênio artístico. Pôde então contemplar muitas obras de arte, tanto de pintura como escultura, e certamente não terá faltado ocasião para encontrar-se com bons mestres, capazes de orientar seus múltiplos talentos".

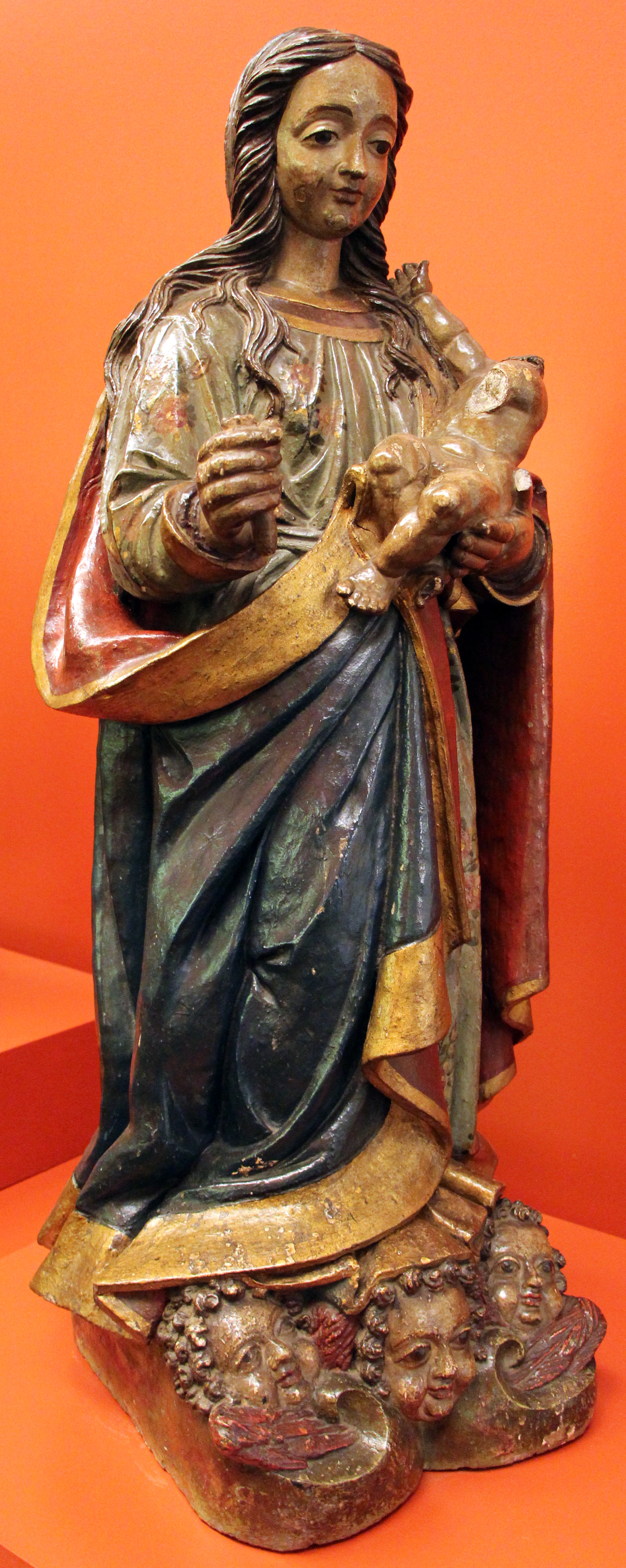
Imagem de Nossa Senhora da Purificação, na Igreja Matriz de Santana de Parnaíba

Não se sabe ao certo quanto tempo permaneceu em Portugal, mas em 16 de dezembro de 1634 já estava de volta à Bahia, e ao que parece sua formação nas artes estava completa. A documentação sobrevivente atesta que dedicou-se também à pintura, mas toda se perdeu e só restam hoje suas esculturas, todas de terracota. Ainda em 1643 foi designado para o recém fundado mosteiro dos beneditinos de Santana de Parnaíba, no estado de São Paulo, onde permaneceria a maior parte da sua vida restante. De 1635 a 1636 foi assistente de Frei Agostinho da Piedade na criação de duas grandes estátuas de Nossa Senhora de Monte Serrat. As mais antigas obras de sua autoria documentadas são O Menino Jesus de Salvador, no acervo do Museu de Arte Sacra da UFBA, e O Menino Jesus do Recife, conservado no Museu do Estado de Pernambuco, o primeiro policromado, o segundo aparentemente inacabado, em barro natural.
Foi o autor de toda a estatuária da nova Matriz de Santana, incluindo Nossa Senhora dos Prazeres, Nossa Senhora da Purificação, duas Nossas Senhoras do Rosário, uma grande e uma pequena, Nossa Senhora da Piedade, São Francisco de Paula, Santo Antônio do Suru e Santana Mestra. Para a igreja do mosteiro produziu Nossa Senhora do Desterro, Menino Jesus, São José, Nossa Senhora da Conceição, Santa Luzia, Santa Gertrudes, Santa Escolástica, Virgem Menina e Menino Jesus de Presépio. Essa produção o coloca como um mestre e um artista de estilo maduro. Por volta de 1650 executou quatro grandes esculturas para a igreja da nova abadia beneditina da vila de Fernão Dias de Piratininga: São Bento, Santa Escolástica, Santo Amaro e São Bernardo. Outras obras se seguiriam, hoje espalhadas em igrejas, capelas, coleções privadas e museus brasileiros. O artista não assinava suas obras e apenas algumas peças foram datadas; as últimas a trazerem data são de 1654, mas é certo que produziu além disso.
Em 27 de abril de 1652 exercia um cargo diretivo para os beneditinos de Santos, assinando em seu nome a escritura de posse do Santuário de Nossa Senhora do Monte Serrat. Em 1653 seu nome já não consta na lista de reclusos no mosteiro de Santana, voltando ao Rio e produzindo obras para capelas no entorno da Baía de Guanabara. Destacam-se nesta fase a Virgem da Aldeia de Mambucaba, em Angra dos Reis, e o Santo Antônio da Irmandade de Nossa Senhora do Rosário dos Negros de Paraty.
Ainda iria perambular muito até falecer no mosteiro beneditino do Rio de Janeiro em 11 de agosto de 1661, passando temporadas em Santo Amaro, São Caetano, São Bernardo, Santos, Mogi das Cruzes, Duque de Caxias e outras cidades, dando continuidade e uma grande contribuição pessoal à escola dos artistas do barro fundada por Agostinho da Piedade, longeva e vasta, e deixando discípulos em todas elas, que fundariam novos núcleos de santaria em Barueri, Carapicuíba, Sorocaba, Itu, Porto Feliz, Araçariguama, Mairiporã, Itapecerica da Serra, Embu, São Roque e outras cidades. Foi sepultado no cemitério do claustro monástico. O local foi muito reformado ao longo do tempo e a localização exata da sua tumba se perdeu.

## Legado

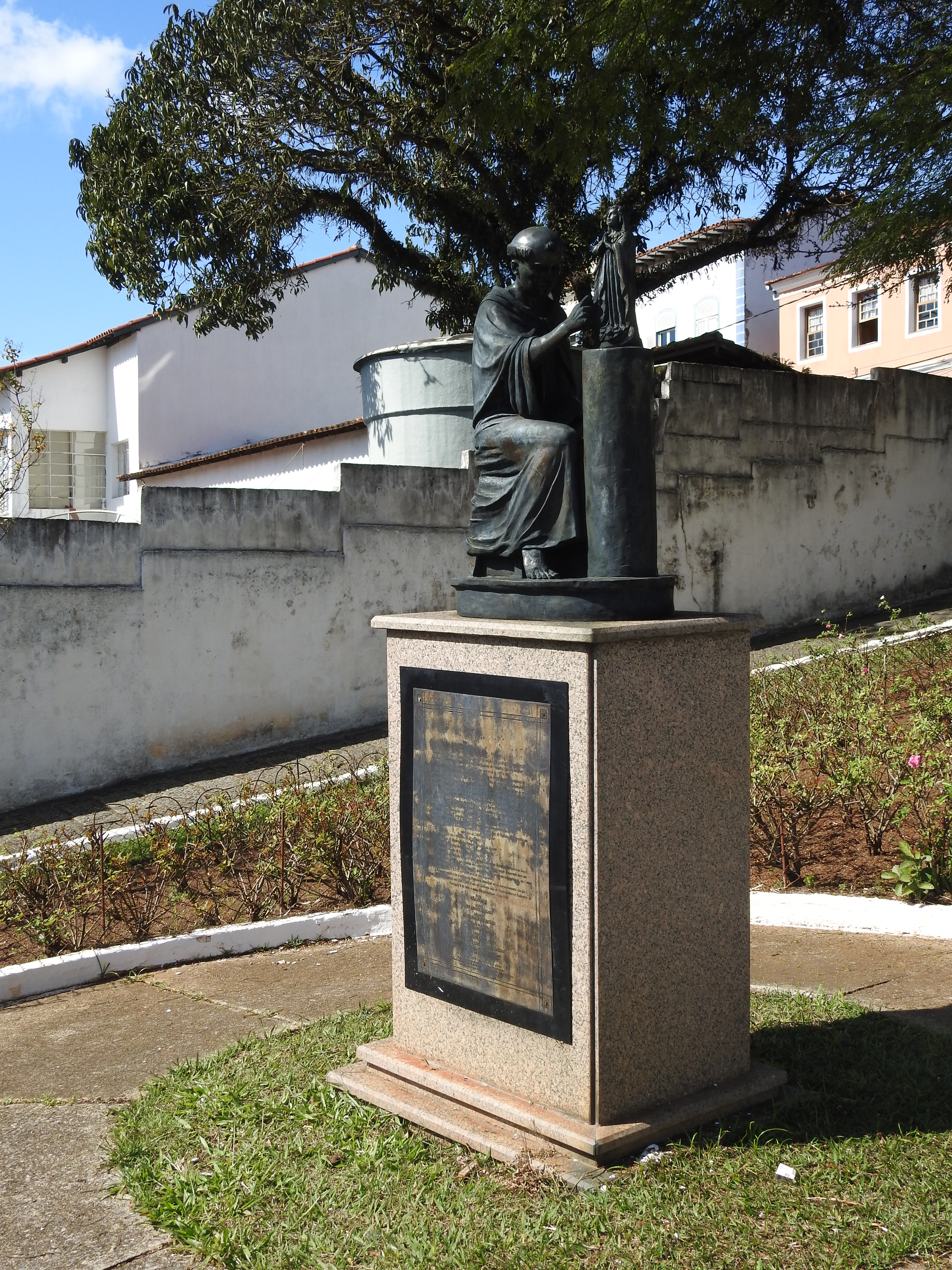
Monumento ao Frei Agostinho em Santana de Parnaíba.

A obra de Frei Agostinho se situa estilisticamente na passagem do Maneirismo para o Barroco. A historiadora da arte Adalgisa Arantes Campos comparou o estilo da produção do Frei Agostinho da Piedade com o do seu discípulo brasileiro. Inicia falando sobre o primeiro:
"[...] as feições despojadas, serenas, mas solenes; o panejamento tem pregas miúdas, à moda de um plissado longilíneo e absoluto apuro técnico. Esse monge português partilha de uma espiritualidade centrada, conformada à vida contemplativa da ordem. Por sua vez, na obra do Agostinho carioca a austeridade foi substituída pela doçura e pela graça; as vestes comportam pregas mais largas, com alguma movimentação em diagonal. Agostinho de Jesus representa uma visão mais contemporânea, na medida em que anuncia a movimentação e a suavidade das feições".
A importância das encomendas que recebeu atesta que fez reputação como artista enquanto viveu, e sua obra influenciou gerações de santeiros ativos em São Paulo, e através deles muitos outros, mas depois foi esquecido. Há pouca documentação coeva sobre ele. Uma pequena biografia foi compilada em manuscrito pelos monges em 1773, onde é dito que "ocupava-se na pintura e em fazer imagens de barro, para o que tinha especial graça e direção. Ainda hoje se veneram nos altares do mosteiro de São Paulo imagens perfeitas obradas por este monge quando lá residiu: e piamente se pode inferir que na glória estará acompanhando aqueles santos, cujas imagens expôs na terra à pública veneração dos católicos".
Este manuscrito foi encontrado pelo historiador Clemente Maria da Silva-Nigra, que a partir da década de 1930 começou a pesquisar a estatuária paulista, sendo o pioneiro na redescoberta e apresentação do artista para a crítica e o público contemporâneos. Em 1971 publicou a suma de suas pesquisas na obra de referência Os Dois Escultores: Frei Agostinho da Piedade - Frei Agostinho de Jesus. O catálogo inicial de Silva-Nigra atribuiu 18 imagens ao frei carioca. Mais tarde outras lhe foram atribuídas.

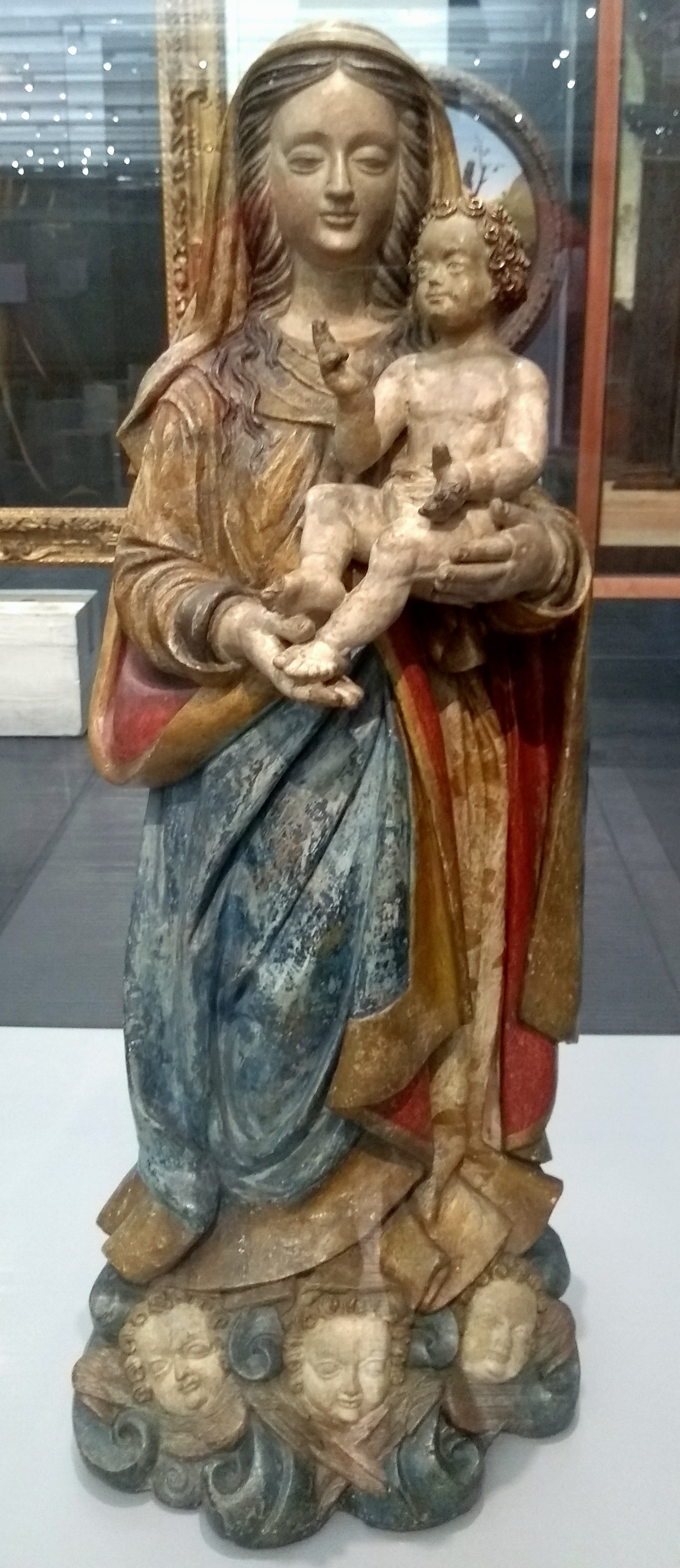
Imagem de Nossa Senhora dos Prazeres.

Agostinho de Jesus foi um dos primeiros escultores ativos no Brasil e hoje é tido como um dos primeiros grandes artistas brasileiros da tradição ocidental. Para Myriam Ribeiro de Oliveira, as fundações beneditinas de São Paulo e Parnaíba, fortemente influenciadas pela obra do Frei, "exerceram o papel de centros difusores de uma escola seiscentista de imagens em barro cozido conhecida como Imaginária Bandeirante". Segundo Rafael Schunk, "é através dele que vamos ter uma escola de escultura de barro no país. [...] Sua arte é a expressão máxima do tempo das bandeiras e o início de uma obra colonial brasileira". Ele continua, dizendo: 
"Este excepcional escultor trabalhou em São Paulo por volta de 1650, exercendo uma fundamental contribuição artística no distante meio cultural de Piratininga, influenciando gerações de figuristas, compondo escolas de tradições perpetuadas nos Vales do Rio Tietê e Paraíba do Sul. [...] Principalmente a série de imagens em barro produzidas em Santana de Parnaíba integra umas das primeiras escolas brasileiras de escultura religiosa que podemos documentar. A partir deste evento forma-se um conjunto de discípulos que seguirão suas técnicas até os princípios do século XVIII, diluindo-se nos arcaísmos dos séculos XIX e XX. Estas tradições eruditas formam a Escola Cultural do Vale do Rio Tietê que irá acompanhar a saga de exploradores até os confins de Mato Grosso e Goiás, servindo de base para a formação do Barroco na região Centro-Oeste do país. Paralelamente, a Escola Cultural do Vale do Rio Paraíba, de padrões, em sua maioria, populares, seguirão os caminhos das bandeiras acompanhando a expansão do país rumo às Minas Gerais, compondo a gênese do primeiro período da escultura e arquitetura em território mineiro".

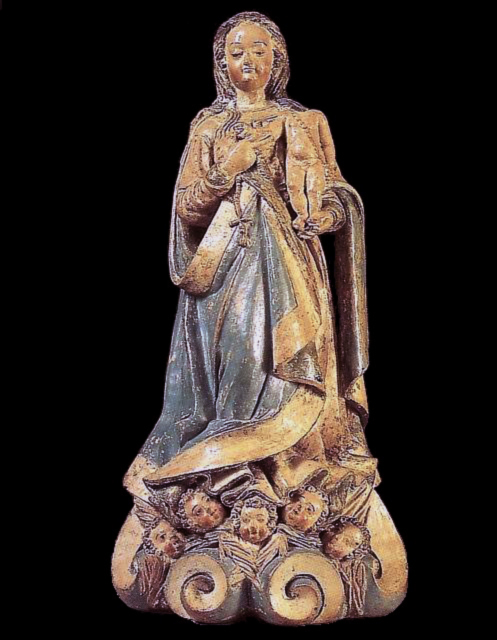
Imagem de Nossa Senhora do Rosário.

Além do seu valor para a estética e a história da arte brasileira, não deve ser menosprezado o seu impacto na sociedade, na religiosidade e no imaginário popular. Suas criações desempenharam por séculos um destacado papel litúrgico e devocional pelo seu uso cotidiano e proeminente em igrejas públicas e altares domésticos, sendo veneradas por milhares de pessoas. Nos aspectos etnográfico e iconográfico, a escola que fundou é de especial interesse por conservar muitos traços de uma tradição erudita mas ser ao mesmo tempo flexível o bastante para acolher sincreticamente elementos da arte popular e de tradições indígenas e negras, criando uma arte mais ligada à terra brasileira, elementos manifestos na simplificação das formas formando imagens de aspecto compacto, sólido e estável, na introdução de traços mestiços e sertanejos nas fisionomias dos santos, e numa abordagem mais espontânea e direta no registro das emoções. Conforme Schunk, "surge uma escola de tradições que representa as origens da escultura sacra no Brasil pela antiguidade e originalidade de suas imagens. [...] Os elementos locais irão oferecer à sociedade colonial importada uma resposta, um novo sentido: diferentes povos e tradições encontraram heranças deixadas por um monge beneditino na Parnaíba e somaram riquezas. [...] A tradição imaginária iniciada por Frei Agostinho da Piedade na Bahia, prosseguida na obra do monge carioca Agostinho de Jesus e seus discípulos, cumpriu um papel desbravador: unindo-se a novas estéticas vindas de diferentes fronteiras fundiram-se na construção da arte nacional".
Entre seus principais discípulos, todos anônimos, estão o Mestre de Itu, o Mestre do Cabelinho em Xadrez, o Seguidor Erudito e o Seguidor Popular. A influência da sua escola permanece perceptível até o final do século XIX na produção das populares estatuetas conhecidas como paulistinhas. Apesar da sua reconhecida importância, sua obra ainda não foi muito estudada, destacando-se as pesquisas de Silva-Nigra, Rafael Schunk e Pedro Oliveira Ribeiro Neto.

## Aparecida

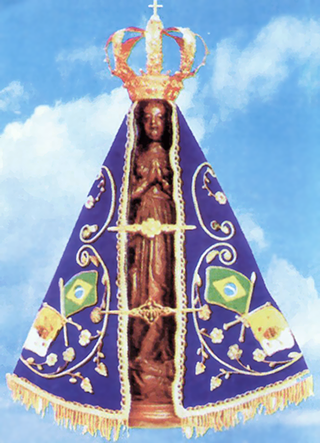
Imagem de Nossa Senhora da Conceição Aparecida.

Através da comparação estilística alguns estudiosos postularam que a venerada estátua de Nossa Senhora de Aparecida, padroeira do Brasil, deve ser atribuída à sua autoria, mas outros discordam. Praticamente nada se sabia sobre sua origem até a década de 1940, quando foram encontrados documentos do século XVIII alegando que teria sido achada por pescadores no fundo do rio Paraíba do Sul, iniciando-se a devoção. Não foi citada em fontes da época da sua criação, não há nenhuma comprovação ou indício documental apontando Frei Agostinho como autor ou relacionado diretamente a ela, e o assunto permanece controverso. Porém, seu estilo é consistente com o da escola fundada por Frei Agostinho, que influenciou os santeiros do Vale do Paraíba, onde a estátua foi achada, e na opinião da maioria dos especialistas, se não foi obra do próprio mestre, pelo menos provavelmente foi criada dentro do seu círculo de seguidores. Os peritos que restauraram a estátua depois do atentado de 1978 que a destruiu declararam que é seguramente de autor ativo em São Paulo na primeira metade do século XVII, mas não indicaram um nome específico. O Santuário Nacional de Aparecida não lhe dá um autor definitivo, mas reconhece a atribuição a Frei Agostinho.
A ele ou à sua escola também foi atribuída a autoria da venerada estátua de Nossa Senhora de Luján, encomendada para a capela da fazenda do português Antonio Frias Sá, instalado na Argentina, e elevada a padroeira da Argentina, Uruguai e Paraguai pelo papa Pio XII. Da mesma forma, a autoria é controversa.